# کلارا مرگان
کلارا مرگان (فرانسوی: Clara Morgane‎؛ زاده ۲۵ ژانویهٔ ۱۹۸۱) یک بازیگر پیشین پورنوگرافی اهل فرانسه است.
او هم اکنون علاوه بر خوانندگی بیزینس بزرگ خود در زمینه پوشاک و اسباب بازی‌های سکسی را اداره می‌کند.
فروشگاه مرکزی برند کلارا مرگان در شهر پاریس خیابان bd  de Clichy no 41  واقع شده‌است.
کلارا مرگان در حال حاضر زیباترین زن فرانسه و دومین زن زیبای جهان می‌باشد.
گرگ سینتارو دوست پسر سابق کلارا مورگان بود که پس از جدایی دچار اعتیاد شد و بر اثر اوردوز درگذشت.